# Warcisław I (książę pomorski)
Warcisław I (ur. przed 1100, zm. najp. 9 sierpnia 1135) – syn Świętobora? i nieznanej z imienia matki. Pierwszy poświadczony w źródłach, historyczny władca pomorski z dynastii Gryfitów.

## Lata panowania

### Krypto-chrześcijaństwo Warcisława I
Warcisław I prawdopodobnie w Merseburgu przyjął chrzest, gdzie przebywał oddany do niewoli saskiej, przez swego ojca (ok. 1105). Praktyka ta była powszechnie stosowana w średniowieczu, celem zapobieżenia dalszych walk pomiędzy zwaśnionymi stronami. Według Tomasza Kantzowa, pomorskiego kronikarza, samodzielne rządy po wypędzeniu Świętobora z kraju, książę Warcisław objął w 1106. Ze swoją religią książę nie obnosił się wobec podległej mu ludności. Nie mógł zresztą narzucać swej woli arbitralnie, bo był zależny od powszechnie panujących zasad ustrojowych na Pomorzu i decyzji wieców.

### Pomorzanie lennikiem Polski

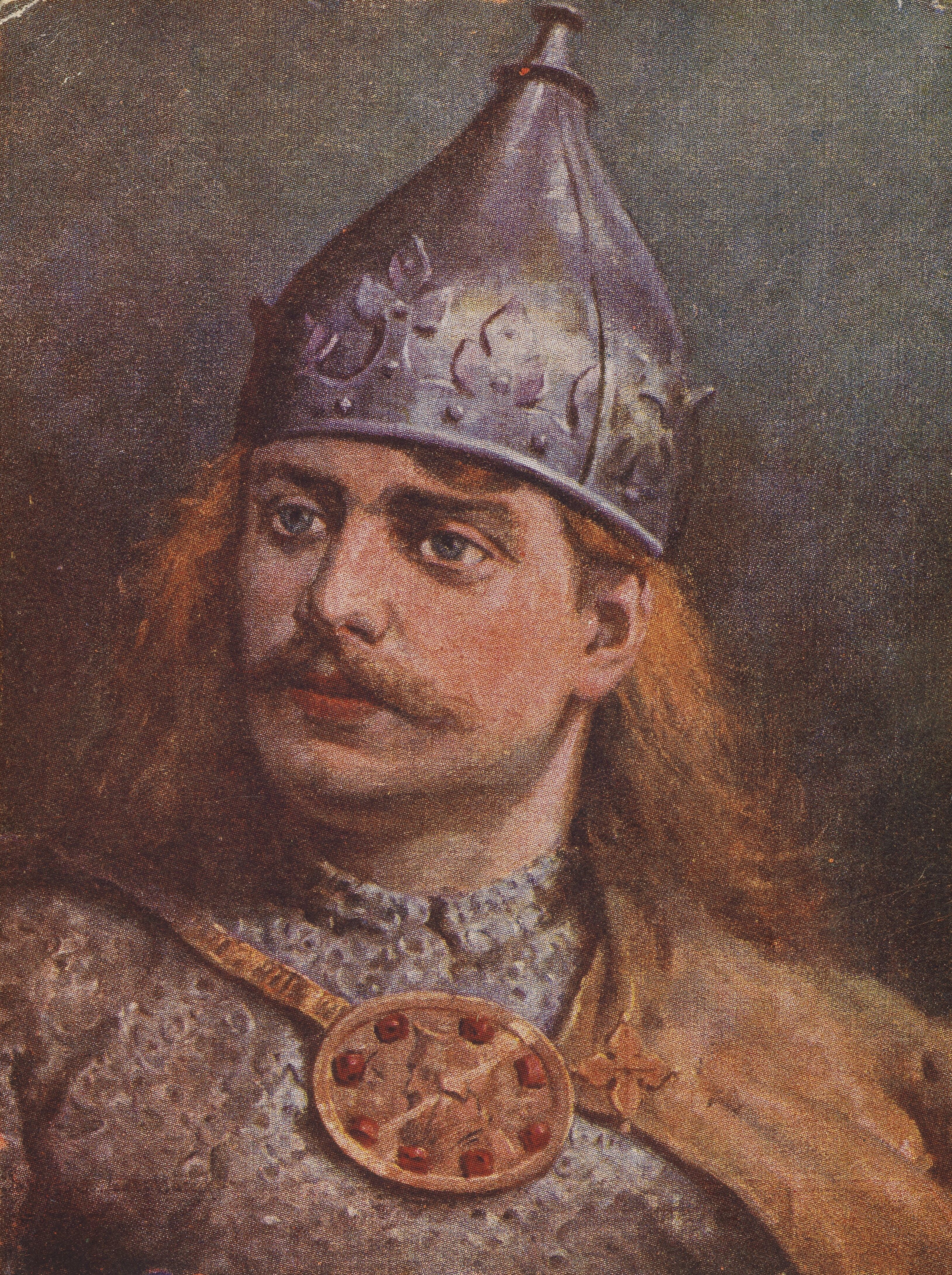
Bolesław III Krzywousty

W 1121 (lub 1119) książęta pomorscy Warcisław I i Świętopełk zostali pokonani, w bitwie pod Niekładzem (łac. Naclam) koło Gryfic, przez wojów Bolesława Krzywoustego. Krzywousty pustoszył ziemie pomorskie, burzył grody, przymusowo przesiedlał tysiące rodzin w głąb swojego kraju. Złamany został zacięty opór Pomorzan, podczas krwawych walk o Szczecin w latach 1121–1122. Źródła podają, że w bitwach zginęło ok. 18000 wojów, a 8000 rodzin zostało przesiedlonych przez księcia polskiego. Pojmany do niewoli Warcisław – złożył hołd księciu polskiemu uznając jego zwierzchność i stał się jego lennikiem. Zobowiązał się do płacenia trybutu rocznego w wysokości 500 grzywien srebra, do dostarczania posiłków zbrojnych na wyprawy wojenne oraz przeprowadzenia chrystianizacji swoich ziem.

### Chrystianizacja ziem pomorskich

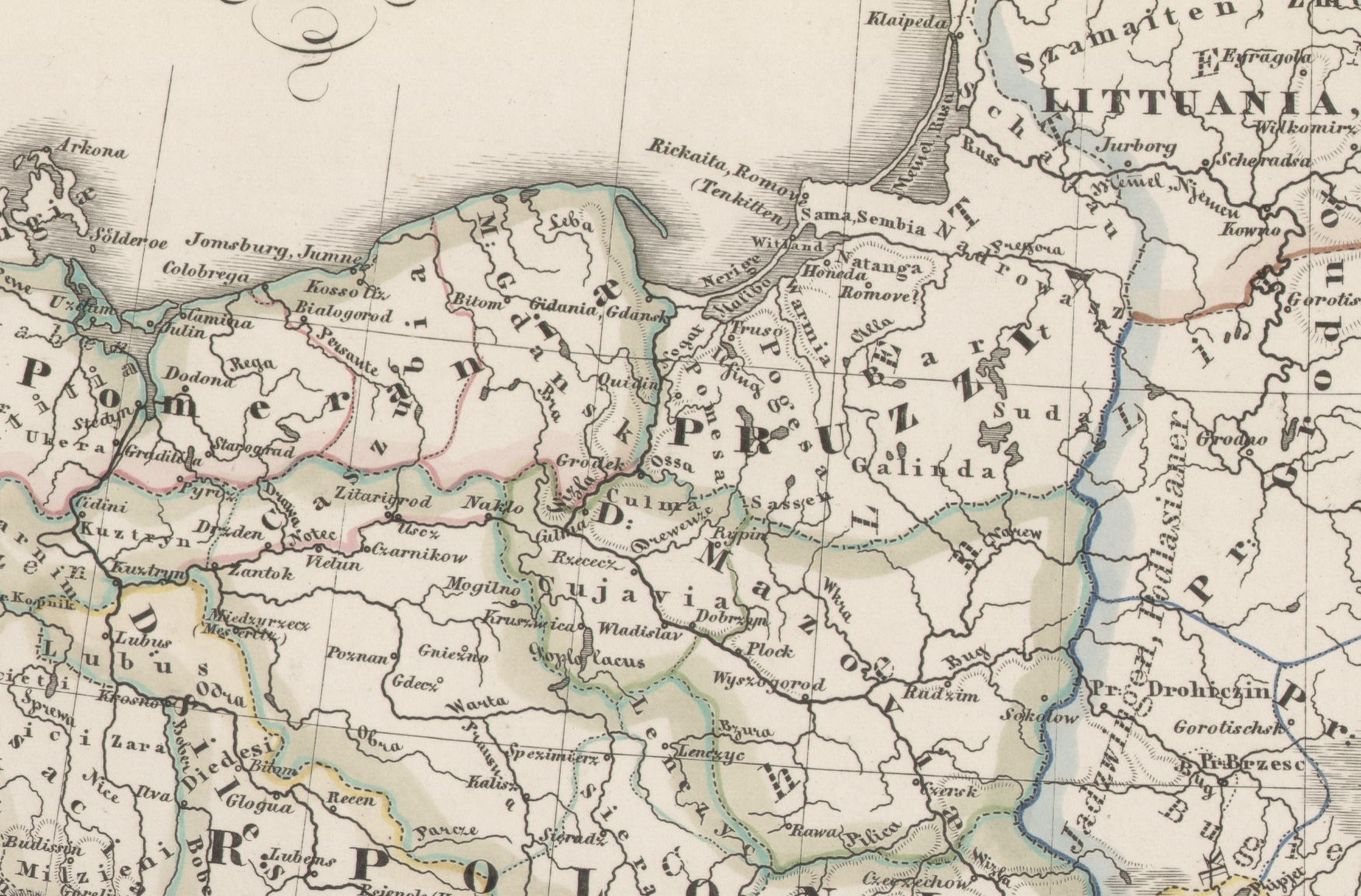
Pomorze i Prusy do 1125 r.

Po odpowiednich uzgodnieniach z Bolesławem Krzywoustym, księciem Polski odbył się w 1124 I etap chrystianizacji kraju, który przeprowadził biskup Otton z Bambergu. Wcześniej, nieudolnie próby podejmowali bezimienni misjonarze i Bernard Hiszpan w latach 1122–1123. Warcisław towarzyszył biskupowi podczas chrystianizacji Pomorza Zachodniego, bądź pośrednio koordynując ją ze swej siedziby w Kamieniu.
Misja Ottona rozpoczęła się od jego pobytu na dworze Bolesława, skąd zaopatrzony w pieniądze, wozy, straż, przy współudziale kilku duchownych – ruszył na Pomorze Zachodnie. Książę Warcisław powitał misjonarza na granicy swoich domen, w okolicach Santoka. Obiecał swe stawiennictwo w miastach pomorskich i pomoc w podróży. Przydzielił biskupowi do ochrony orszak, który był złożony z pięciuset zbrojnych rycerzy. Pierwsze prace misyjne były skierowane na Pyrzyce, następnie Stargard, Kamień, Wolin, Szczecin, powtórnie Wolin i Kołobrzeg. W dwóch ostatnich ośrodkach, gdzie dominował kult pogańskich bogów – natrafiono na zdecydowany opór tamtejszej ludności, oraz kapłanów pogańskich. Przyjęcie chrześcijaństwa nastąpiło dopiero po obniżeniu trybutu rocznego nałożonego przez Bolesława Krzywoustego. Zburzono 4 gontyny (świątynie) pogańskie. W miejscu zburzonych, powstały chrześcijańskie kościoły (np. św. Wojciecha, św. Piotra i Pawła).

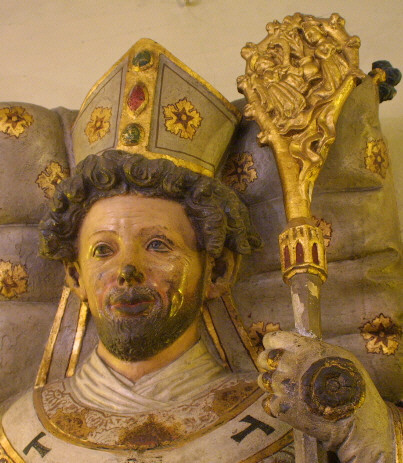
św. Otton z Bambergu

W 1127 na skutek zarazy oraz wysokiego trybutu nałożonego przez Polskę, nastąpiły pierwsze bunty antychrześcijańskie, którym książę Warcisław skutecznie przeciwstawiał się. Inicjatorami tych buntów byli kapłani religii przedchrześcijańskiej. W 1128 ponownie doszło do kolejnej misji chrystianizacyjnej Ottona, na ziemiach pomorskich. Przy współudziale wojsk polskich – książę pomorski powitał „Apostoła Pomorza” pod Dyminem. Tym razem nacisk na chrystianizację był położony na ziemie po zachodniej stronie Odry. Tyczyła ona Uznamia, Wołogoszczy i Choćkowa. Końcowy etap misji obejmował ponownie Szczecin, Wolin i Kamień. Mimo reakcji pogańskiej, wielu podejmowanych rozmów z radami starszyzny, szczególnie w republikach miejskich – chrystianizację ziem pomorskich uznawano za szczególny sukces. Było to zwieńczenie długotrwałych procesów, przemian światopoglądowych i ustrojowych Pomorzan.

### Ekspansja na ziemie wieleckie i polskie
Za Warcisława I księstwo pomorskie było lennem Polski. Książę prowadził walki z plemionami lucickimi, które pokonał i o podbite ziemie poszerzył swoje księstwo, które od tego czasu sięgało daleko na zachód, po Zatokę Greifswaldzką i w głąb Meklemburgii, a na południowy zachód - ziem plemienia Stodoran, miejscami nawet po Sprewę.
Warcisław I umocnił także swą pozycję w stosunku do republik miejskich, takich jak Wolin i Szczecin. Pomiędzy Warcisławem a Lotarem doszło do porozumienia w 1127, skutkiem czego było uznanie zwierzchnictwa władcy niemieckiego. Polski władca musiał pogodzić się ze zdradą pomorskiego księcia. W 1128 Warcisław skorzystał z sytuacji, kiedy Krzywousty był zajęty konfliktem polsko-węgierskim, napadając na ziemie Wielkopolski i Mazowsza. Wojowie pomorscy złupili i zniszczyli Płock, profanując przy tym groby książęce. Groźba odwetowego ataku ze strony polskiej, a także i skuteczna dyplomacja św. Ottona doprowadziła do jego zapobieżenia i ponownego poddania się lennego Polsce.

### Ustanowienie polskiego wzoru administracji książęcej
Na ziemiach księstwa pomorskiego, w latach 20. XII w. utrwaliła się wspólnota ustrojowa z pozostałymi ziemiami Księstwa Polskiego. Wzmocniła się pozycja księcia Warcisława wobec republik miejskich, które zostały podporządkowane władzy urzędników książęcych. Książęca administracja przejęła wzory polskiego systemu zarządzania państwem, który opierał się na kasztelaniach, które były typowymi centrami administracji wojskowej i sądowej, zarządzanych przez kasztelanów. Siedziby ich były zlokalizowane m.in. w Kamieniu, Szczecinie, Wolinie, Kołobrzegu, Białogardzie, Stargardzie, Pyrzycach oraz Cedyni.
Do systemu zarządzania wprowadzono również urzędy dworskie cześników, wojskich, stolników, komorników i włodarzy. Podobnie jak w Księstwie Polskim, księciu pomorskiemu pozostały w jurysdykcji monopole, do których należały m.in. regale solne, targowe, karczemne oraz wyłączne prawo połowu ryb. Te ostatnie mogły być odstępowane za określonymi umowami i daninami.

### Konflikt z Danią i Albrechtem
W latach trzydziestych XII wieku, wespół z bratem Raciborem koordynował przebieg pirackich napadów na Danię. Zawiązał także sojusz z Bolesławem Krzywoustym w 1134, celem najazdu na duńską Roskilde, przeciw Erykowi Emune (sojusznikowi cesarza Lotara). Duńczycy po odparciu pierwszych ataków, w odwecie prowadzili ekspansję na ziemie pomorskie. Do tych ziem rościł sobie także prawo margrabia Albrecht, szczególnie po otrzymaniu Marchii Północnej w kwietniu 1134. Ziemie położone na południe od Piany stały się jego lennem.

### Śmierć księcia

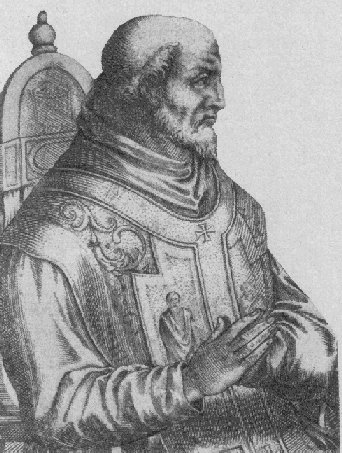
Papież Innocenty II

Książę zginął 9 sierpnia 1135, prawdopodobnie zamordowany przez Wieletę, podczas polowania pod Grotkowem (dziś Gruttow), w okolicach osady Słup koło Nakła (obecnie Stolpe an der Peene k. Anklam w Niemczech) nad Pianą (niem. Peene). Inna wersja śmierci traktowała o mordzie na księciu, dokonanego przez możnego lucickiego (skutek powstania lucickiego, co ułatwiło Albrechtowi późniejsze narzucenie zwierzchnictwa). Wyrwany ze snu książę miał na tyle jeszcze sił, by pokonać napastnika poprzez wyrwanie mu szczęki. Dzisiejsze badania jednak wskazują, że powodem śmierci księcia były rozgrywki dynastyczne.
Po jego śmierci, wobec małoletności synów, władzę w państwie sprawował jego brat Racibor I. Prawdopodobnie w czasach jego rządów wzniesiono pierwsze zabudowania (drewniane) siedziby książęcej na Wzgórzu Trzygłowa (zwane też Wzgórzem Zamkowym) w Szczecinie. Warcisław I został pochowany przy kościele wotywnym św. Jana w Stolpe an der Peene, niegdyś zbudowanym w jego intencji.

### Ustanowienie biskupstwa

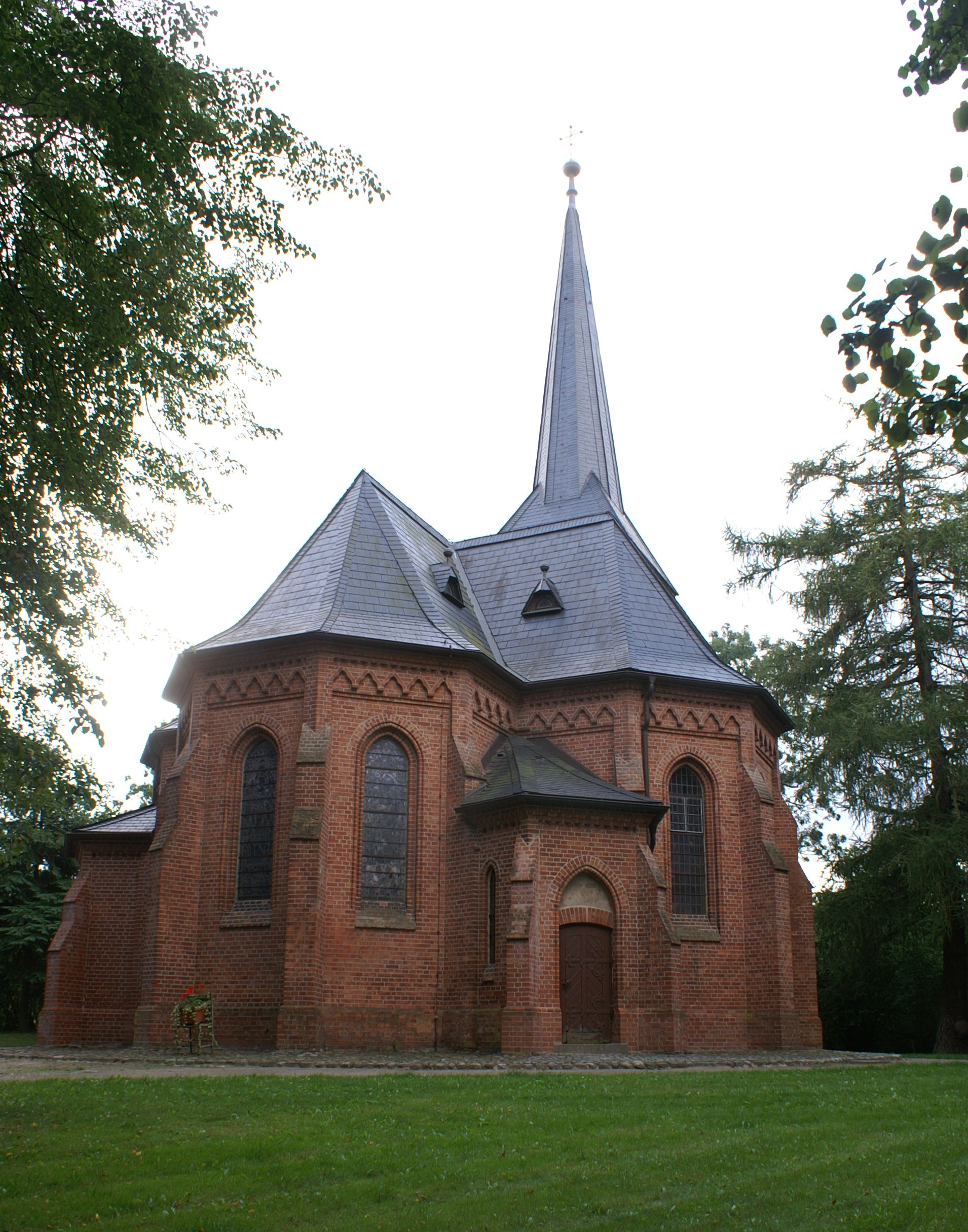
Kościół pamięci Warcisława I w Stolpe an der Peene

14 października 1140 papież Innocenty II w swej bulli, zatwierdził Wojciecha na biskupa niekanonicznego w Wolinie. Biskupstwo zostało erygowane w 1124 w Wolinie przez Warcisława i Ottona z Bambergu. Cztery lata później, przeniesiono siedzibę biskupią do Wołogoszczy, a następnie z inicjatywy Bogusława I w 1176 do Kamienia. W skład biskupstwa według bulii z 1140 wchodziły okręgi: dymiński, choćkowski, wołogoski, uznamski i grozwiński po Reknicę. Dalsze obszerne uposażenia obejmowały ziemie od Łeby po Odrę.

## Rodzina
- Według kroniki Tomasza Kantzowa, pierwszą żoną księcia była pochodząca z Saksonii Heila (Helena), która zmarła w 1128. Źródła podają również, że przed oficjalnym mariażem z Heilą Warcisław I posiadał 24 nałożnice, które przepędził na skutek małżeństwa z chrześcijanką. Żona Warcisława wspomniana jest w żywotach Ottona z Bambergu. Podczas pobytu misjonarzy w Pyrzycach w 1124, dowiadywała się o powodzeniu misji i witała orszak misyjny w Kamieniu. Przypuszcza się, że pochodziła z dynastii Rurykowiczów[1][33].
- Drugą małżonką księcia miała zostać księżniczka Ida, córka króla duńskiego Nielsa, bądź jego bratanka Kanuta Lawarda. Współczesna literatura przedmiotu odrzuca obie filiacje. Warcisław z Idą miał m.in. syna Kazimierza I[1][33].

Z małżeństw Warcisława pochodziło prawdopodobnie czworo dzieci:
- Bogusław I – książę szczeciński,
- Kazimierz I – książę dymiński,
- NN, córka (ur. ?, zm. ?) – żona nieznanego z imienia księcia rugijskiego (Racława?),
- prawdopodobnie Wojsława (ur. ?, zm. 1172) – żona księcia meklemburskiego Przybysława[39].

### Genealogia
| Siemomysł pomorski ur. w okr. 1000–1020 zm. po 29 VI 1046 lub Świętoborzyc ur. ?, zm. ? | Siemomysł pomorski ur. w okr. 1000–1020 zm. po 29 VI 1046 lub Świętoborzyc ur. ?, zm. ? |                        |                        | NN ur. ? zm. ? | NN ur. ? zm. ? |  |  | NN ur. ? zm. ? | NN ur. ? zm. ? |                |                | NN ur. ? zm. ? | NN ur. ? zm. ? |
|                                                                                         |                                                                                         |                        |                        |                |                |  |  |                |                |                |                |                |                |
|                                                                                         |                                                                                         |                        |                        |                |                |  |  |                |                |                |                |                |                |
|                                                                                         |                                                                                         | Świętobor? ur. ? zm. ? | Świętobor? ur. ? zm. ? |                |                |  |  |                |                | NN ur. ? zm. ? | NN ur. ? zm. ? |                |                |
|                                                                                         |                                                                                         |                        |                        |                |                |  |  |                |                |                |                |                |                |
|                                                                                         |                                                                                         |                        |                        |                |                |  |  |                |                |                |                |                |                |
|                                                                                         |                                                                                         |                        |                        |                |                |  |  |                |                |                |                |                |                |

| 1 24 nałożnice pogańskie                  | 1 24 nałożnice pogańskie                  | 2 Heila (Helena)? ur. ? zm. 1128 OO po 1114 | 2 Heila (Helena)? ur. ? zm. 1128 OO po 1114 | Warcisław I (ur. ok. 1091, zm. najp. 9 VIII 1135) | Warcisław I (ur. ok. 1091, zm. najp. 9 VIII 1135) | 3 Ida? ur. ? zm. 1136 OO 1129 | 3 Ida? ur. ? zm. 1136 OO 1129 |  |  |
|                                           |                                           |                                             |                                             |                                                   |                                                   |                               |                               |  |  |
|                                           |                                           |                                             |                                             |                                                   |                                                   |                               |                               |  |  |
|                                           | 2                                         |                                             | 3                                           |                                                   | 3                                                 |                               | 3                             |  |  |
| Bogusław I ur. najp. 1127 zm. 18 III 1187 | Bogusław I ur. najp. 1127 zm. 18 III 1187 | Kazimierz I ur. przed 1135 zm. X–XI 1180    | Kazimierz I ur. przed 1135 zm. X–XI 1180    | NN, córka ur. ? zm. ?                             | NN, córka ur. ? zm. ?                             | p. Wojsława ur. ? zm. 1172    | p. Wojsława ur. ? zm. 1172    |  |  |

### Opracowania
- Zygmunt Boras, Książęta Pomorza Zachodniego, Poznań: Wydaw. Naukowe Uniwersytetu im. Adama Mickiewicza, 1996, ISBN 83-232-0732-1, OCLC 830122949. Brak numerów stron w książce
- Dopierała B., Polskie losy Pomorza Zachodniego, Poznań 1970.
- Lech Fabiańczyk, Apostoł Pomorza, Szczecin: „Książnica Pomorska”, 2001, ISBN 83-87879-20-7, OCLC 749440212. Brak numerów stron w książce
- Roman Grodecki, Stanisław Zachorowski, Jan Dąbrowski, Dzieje Polski średniowiecznej, Jerzy Wyrozumski (oprac.), t. I, Kraków: Towarzystwo Autorów i Wydawców Prac Naukowych „Universitas”, 1995, ISBN 83-7052-230-0, OCLC 749800787. Brak numerów stron w książce
- Kazimierz Kozłowski, Jerzy Podralski, Gryfici. Książęta Pomorza Zachodniego, Szczecin: Krajowa Agencja Wydawnicza, 1985, ISBN 83-03-00530-8, OCLC 189424372. Brak numerów stron w książce
- Maleczyński K., Bolesław III Krzywousty, Warszawa-Kraków-Gdańsk 1975.
- Edward Rymar, Rodowód książąt pomorskich, Szczecin: Książnica Pomorska im. Stanisława Staszica, 2005, ISBN 83-87879-50-9, OCLC 69296056. Brak numerów stron w książce
- Spors J., Studia nad wczesnośredniowiecznymi dziejami Pomorza Zachodniego XII-połowa XIII w., Słupsk 1988.
- Pomorze Zachodnie w żywotach Ottona, Jan Wikarjak (tłum.), Gerard Labuda, Warszawa: Państ. Wydaw. Naukowe, 1979, ISBN 83-01-00585-8, OCLC 69480794. Brak numerów stron w książce

### Literatura dodatkowa (online)
- v. Bülow, Wartislav I., erster christlicher Herzog von Pommern (niem.) [w:] NDB, ADB Deutsche Biographie (niem.), [dostęp 2012-05-07].
- Madsen U., Wartislaw I. „Der Bekenner”. Herzog von Slawien 1121-1135 (niem.), [dostęp 2012-05-07].